# Лимунада
Лимунада је име дато различитим врстама сокова. У Сједињеним Државама, Канади, Данској и Балканским државама, лимунада се односи на негазирано пиће помешано са лимуновим соком, шећером и водом.
У Уједињеном Краљевству, Аустралији, Швајцарској и Новом Зеланду, појам се односи на разнобојно, газирано пиће са укусом лимуна. У Индији, лимунада (такође позната као limbu paani) односи се на негазирано пиће са соком од лимуна, шећером и водом којој се понекад додаје со.
Постоје различите врсте лимунаде које се налазе широм света. У Северној Америци и Јужној Азији, мутна лимунада је најчешћа сорта. Тамо је традиционално домаће пиће од лимуновог сока, воде и заслађивача као што је шећер од трске, једноставан сируп или мед. У Уједињеном Краљевству, Ирској, Централној Европи, Аустралији и Новом Зеланду, газирано безалкохолно пиће од лимунаде је чешће. Упркос разликама између пића, свако је познато једноставно као „лимунада” у земљама у којима је доминантно.
Суфикс „-аде” се такође може применити на друга слична пића направљена са различитим воћем, као што су лајмада, наранџада или трешњада.

## Историја
Пиће направљено од лимуна, урми и меда је конзумирано у Египту у 13. и 14. веку, укључујући пиће од лимуновог сока са шећером, познато као катармизат. Године 1676, компанија позната као Compagnie de Limonadiers продавала је лимунаду у Паризу. Продавци су носили резервоаре лимунаде на леђима и точили шоље безалкохолног пића Парижанима.
Док је газирану воду изумео Џозеф Пристли 1767. (са његовим памфлетом Упутства за импрегнацију воде фиксним ваздухом објављеним у Лондону 1772. године), прва референца за газирану лимунаду пронађена је 1833. када се пиће продавало на британским штандовима за освежење. Р. Вајтова лимунада је продавана у Великој Британији од 1845. године.

## Варијетети

### Облачна лимунада
Преовлађујући облик лимунаде који се налази у САД, Канади и Индији, мутна лимунада, такође позната као традиционална или старомодна лимунада у Великој Британији и Аустралији, није газирана и направљена је од свежег лимуновог сока; међутим, доступне су и комерцијално произведене сорте. Углавном сервирана хладна, мутна лимунада може се послужити и топла као лек за загушење и бол у грлу, смрзнута или коришћена као миксер.
Традиционално, деца у америчким и канадским четвртима покрећу штандове са лимунадом како би зарадили новац током летњих месеци. Концепт је постао икона младалачке летње Америке до те мере да пародије и варијације на концепт постоје у медијима. Референце се могу наћи у стриповима и цртаним филмовима као што су Peanuts, и компјутерска игрица Lemonade Stand из 1979. године.

#### Ружичаста лимунада
Популарна варијација традиционалне лимунаде, ружичаста лимунада, креира се додавањем додатних воћних сокова, укуса или боја за храну у рецепт. Већина ружичасте лимунаде која се купује у продавници једноставно је обојена концентрованим соком од грожђа или бојама.
Читуља из 1912. приписује проналазак ружичасте лимунаде циркуском раднику Хенрију Е. „Санчезу“ Алоту, рекавши да је грешком испустио бомбоне са црвеним циметом.
Друга прича о пореклу говори о другом циркуском раднику, Питу Конклину, из 1857. Његов брат Џорџ Конклин прича причу у својим мемоарима из 1921. године. Према причи, Конклинова лимунада је била мешавина воде, шећера и винске киселине, са кадом украшеном једним лимуном који је више пута користио током сезоне. Једног дана је остао без воде. Очајнички тражећи, пронашао је каду воде коју је јахачица без седла недавно користила да испра своје ружичасте хулахопке. Додавши шећер, киселину и преостале комадиће лимуна, понудио је добијену мешавину као „лимунаду од јагода“ и удвостручио своју продају.

### Бистра лимунада
Преовлађујући облик лимунаде у Великој Британији, Ирској, Француској, Немачкој, Швајцарској, Јужној Африци и Аустралији је бистро газирано пиће са укусом лимуна. Швепс, Р. Рајтова лимунада и C&C су уобичајени брендови, а продавнице обично имају и лимунаду са брендом продавнице. Швепс користи мешавину уља лимуна и лимете. Друга газирана пића, безалкохолна пића (или поп) која су са укусом лимуна и лимете такође се понекад могу назвати лимунадом, као што су Спрајт и 7 Ап. Постоје и специјални укуси, као што је Фентиманс лимунада, која се продаје у Великој Британији, САД и Канади. Шанди, мешавина пива и бистре лимунаде, често се продаје унапред флаширана или наручује у пабовима.

### Смеђа лимунада
Постоје разна пића која се зову браон лимунада. У Северној Ирској, смеђа лимунада је зачињена смеђим шећером. Варијанта из Венецуеле садржи шећер од трске и лимету.

### Друге сорте
У Индији и Пакистану, где је обично позната као нимбу пани, и у Бангладешу, лимунаде такође могу да садрже со и/или сок од ђумбира. Шиканџви је традиционална лимунада са ових простора, а може се зачинити и шафраном, кимом и другим зачинима.
Лимонана, врста лимунаде која се прави од свеже цеђеног лимуновог сока и листова нане, уобичајено је летње пиће на Блиском истоку. У Северној Африци пиће звано чербат прави се од лимуна, нане и ружине водице.

#### Осушени лимун
У Француској је уобичајено да барови или ресторани нуде citron pressé, који се такође назива цитронада, непомешана верзија лимунаде у којој се купцу дају сок од лимуна, сируп и вода одвојено да се помешају у жељеним размерама.

## Утицаји на здравље
Висока концентрација лимунске киселине у лимуновом соку је основа за популарне препоруке за конзумацију лимунаде за спречавање камена у бубрегу на бази калцијума. Студије нису показале да лимунада узрокује трајно побољшање pH урина, повећану концентрацију лимунске киселине у урину, смањење презасићености солима које формирају камење или спречавање рецидивних каменаца.